# Radio Bern 1
Radio Bern 1 (Eigenschreibweise RADIO BERN1) ist ein privater lokaler Hörfunksender in der Region Bern. Sitz des Senders ist das Medienhaus am Dammweg. Per März 2021 wurde der Sender von CH Media übernommen. Der Veranstalter ist die CH Regionalmedien AG.

## Geschichte
Der Sender hat seine Wurzeln im Vorgängerprogramm Capital FM, dessen UKW-Frequenzen er zum Start übernahm. Radio Bern 1 erweiterte mit dem Neustart das Verbreitungsgebiet auf das Berner Oberland bis nach Solothurn sowie vom Emmental bis nach Murten. Der Sender war bis 2021 im Besitz der Zürichsee Medien AG. Seit dem 1. März 2021 gehört Radio Bern1 der CH Regionalmedien AG.
Seit dem 3. August 2022 ist das Newsportal BärnToday online, das mit Radio Bern1 und TeleBärn in eine trimediale Redaktion eingegliedert ist.

## Programm
Musikalisch will der Sender ein abwechslungsreiches Programm bieten, bestehend aus den aktuellen Hits und vielen Erinnerungen («Adult Contemporary», AC). Flaggschiff des Senders ist die Morgenshow «Guete Morge Bärn», moderiert wechselnd von Nicole Zaugg, Noé Freiburghaus, Lara Baumgartner und Tobi Flückiger.
Der Sender veranstaltet ein tagesaktuelles Radioprogramm mit Informationen aus der Region und trägt im redaktionellen Teil zur Entfaltung des kulturellen Lebens bei. Zu den weiteren Inhalten gehören u. a. «Radio Bern 1 @Work», «Radio Bern 1 – Ab i Fyrabe», «Radio Bern 1 – Weekend», die Sportsendungen «Radio Bern 1 – YB live» und «Radio Bern 1 – SCB live».

## Empfang
Über UKW ist Radio Bern1 in der Stadt und Region Bern auf 97,7 MHz vom Fernsehturm Bern-Bantiger, in der Region Schönbühl und Münsingen auf 98,4 MHz, in der Region Burgdorf, Utzenstorf und Fraubrunnen auf 89,2 MHz, in der Region Thun und Gürbetal auf 98,9 MHz und in der Region Laupen, Kerzers und Aarberg auf 91,5 MHz empfangbar, sowie in örtlichen Kabelnetzen.
Der Sender ist auch Digital über DAB+ empfangbar. Radio Bern1 kann über DAB+ in den Kantonen Bern, Freiburg und Solothurn sowie in den Städten Zürich, Basel, Luzern und Zug empfangen werden. Der Sender kann auch via Streaming/App empfangen werden.
Einzelne Sendungen und Beiträge kann man auch auf der Webseite Nachhören oder werden als Podcast angeboten.